# 森特鎮區 (堪薩斯州史密斯縣)
森特鎮區（英語：Center Township）為美國堪薩斯州史密斯縣轄下的鎮區。2010年美国人口普查中該鎮區人口有1,827人。

## 地理
森特鎮區涵蓋總面積為93.19平方（35.98平方英里）。

## 人口統計
根據2010年美國人口普查，森特鎮區人口有1,827人，住房1,001戶，人口密度為19.61人/每平方公里。此鎮區居民之種族中，白人佔97.65%，非裔美國人佔0.11%，美洲原住民佔0.33%，亞裔美國人佔0.11%，太平洋島裔美國人佔0.22%，其他種族佔0.33%，混血種族則佔1.26%。而西班牙裔或拉丁裔美國人佔此鎮區人口的0.94%。

## 交通

### 主要公路
- 36號美國國道
- 281號美國國道